# L'Ordre des morts-vivants
L'Ordre des morts-vivants est le 14e épisode de la saison 2 de la série télévisée Angel.

## Synopsis
Des policiers s'en prennent aux jeunes sans abri du centre dirigés par Anne (voir Anne), sans raisons apparentes. Cette dernière, connaissant Gunn, va lui demander de se renseigner, et voir s'il n'y a rien de bizarre. Angel les guette dans l'ombre, sans pour autant les approcher, et se fait corriger par un policier, qui s'avère être, après un combat futile, un mort-vivant. Relevant son matricule, il va trouver Kate Lockley pour avoir des informations sur ce policier, et ainsi se rendre compte que plusieurs corps de policiers morts récemment ont été exhumés. 
De son côté, Gunn qui ignore encore que les policiers violents sont en fait des morts-vivants, veut tendre un piège à un de ces policiers, à l'aide d'une caméra (et donc se filmer en train de se faire violenter sans raison). Arrive Wesley, qui désapprouve ce plan, et qui se fait tirer dessus par le policier. Une bataille s'ensuit, suivi d'un coup de feu : l'ami de Gunn a tué le policier, qui se relève pendant que Gunn et ses amis portent Wesley blessé. Une ambulance arrive, mais se retrouve rapidement piégée par les policiers morts-vivants. L'ambulancier tué, c'est Gunn qui prend le volant, et les conduit jusqu'au foyer des sans abri. L'armée des policiers morts-vivants veut tuer les personnes du foyer et ainsi éliminer des rues tous ces délinquants (ce que pense celui qui les contrôle). Encerclés, Gunn et les jeunes tentent de protéger du mieux qu'ils peuvent les entrées du foyer. Mais les policiers arrivent tout de même à entrer. 
En parallèle, Angel se retrouve dans le bureau du policier à l'origine des morts-vivants, et tente de stopper l'attaque. Angel arrive à briser la statue du dieu des zombies à temps, avant qu'un carnage ne se produise au centre, où les policiers avaient réussi à entrer et ces derniers se décomposent. Angel va voir Kate à son bureau pour lui dire qu'il a résolu l'affaire, et apprend de celle-ci que Wesley est à l'hôpital. Il va à l'hôpital prendre des nouvelles de Wesley, mais tombe nez à nez avec une Cordelia blessée et remontée, qui lui dit qu'ils non plus besoin de lui, et qu'il doit les laisser tranquilles.

## Statut particulier
Pour Noel Murray, du site The A.V. Club, l'épisode commence bien mais se révèle finalement être une « grande déception » car il est « tiré vers le bas par ses clichés dignes des films policiers ringards des années 1980 ». Ryan Bovay, du site Critically Touched, lui donne la note de C+, estimant que c'est « le moins bon épisode de toute la saison ». L'intrigue est « quelque peu convenue et a des hauts et des bas » mais l'épisode comporte néanmoins quelques dialogues « drôles et futés » et consacre du temps bien utilisé à développer les personnages de Wesley, Gunn et Cordelia.

## Distribution

### Acteurs crédités au générique
- David Boreanaz : Angel
- Charisma Carpenter : Cordelia Chase
- Alexis Denisof : Wesley Wyndam-Pryce
- J. August Richards : Charles Gunn

### Acteurs crédités en début d'épisode
- Elisabeth Röhm : Kate Lockley
- Julia Lee : Anne Steele
- Mushond Lee : Jackson
- Jarrod Crawford : Rondell

### Acteurs crédités en fin d'épisode
- Leah Pipes : Stephanie
- Matthew James : Merl
- Darris Love : George
- Camille Mana : Les
- Brenda Price : Callie